# 자카르타 국제 경기장

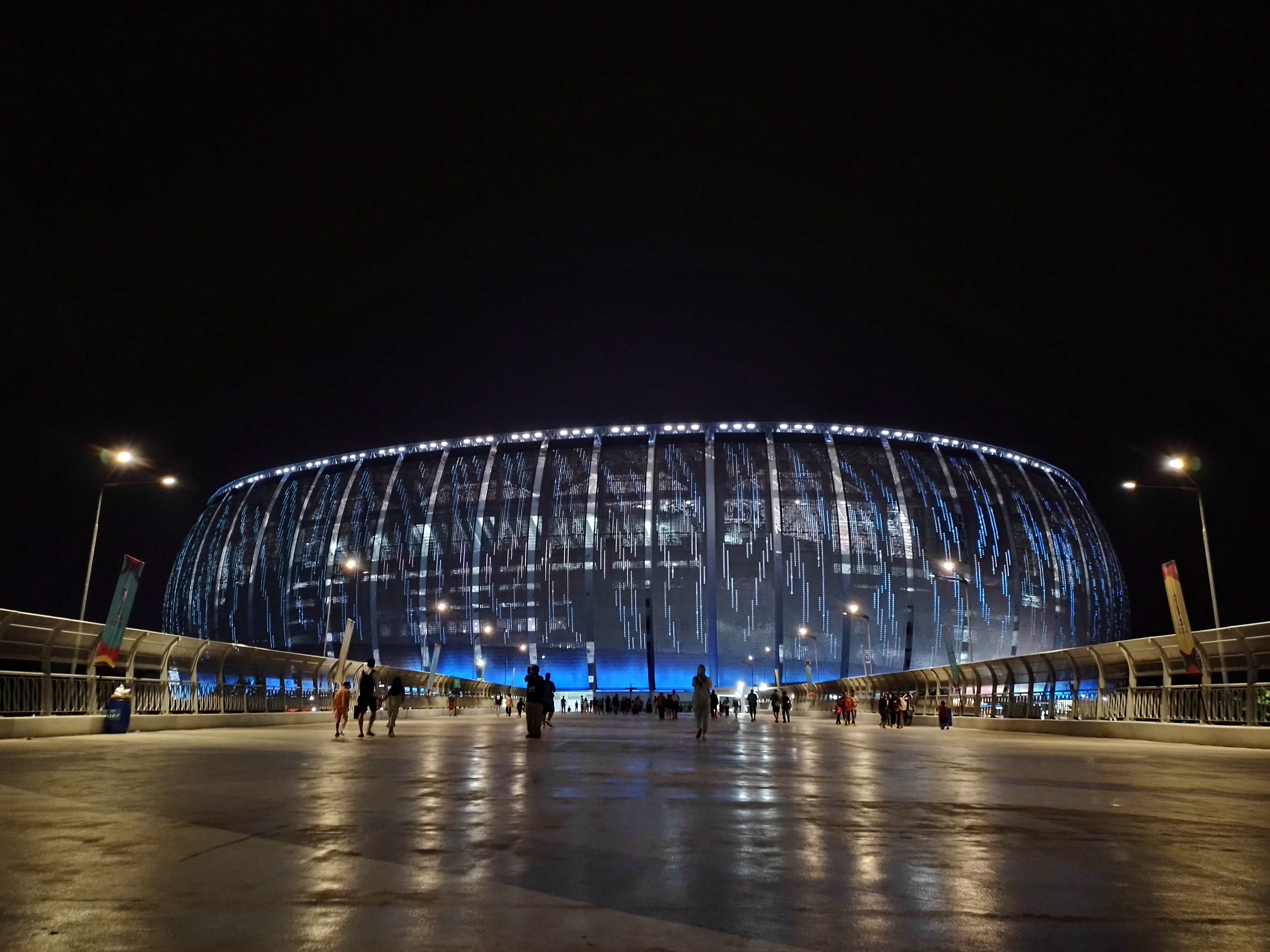
자카르타 국제 경기장

자카르타 국제 경기장(인도네시아어: Stadion Internasional Jakarta)은 인도네시아 자카르타에 있는 개폐식 지붕 축구 경기장이다. 리가 1의 페르시자 자카르타의 홈구장이자 인도네시아 축구 국가대표팀의 홈 경기장이다. 경기장은 82,000명의 관중을 수용할 수 있어 인도네시아에서 가장 큰 경기장이자 아시아에서 가장 큰 축구 전용 경기장이다.
경기장 건설은 토지 분쟁과 경기장 건설을 위해 집이 철거된 전 불법 거주자들의 집단 소송으로 인해 지연되었다. 경기장 건설은 2019년 9월에 시작되어 2022년 4월에 완료되었다. 여러 차례의 지연과 준비 끝에 경기장은 2022년 7월 24일에 개장했다.
경기장 단지는 22 헥타르 부지에 지어졌으며 경기장 건물 자체는 375.7 m2 (4,044 ft2)에 지어졌다. 경기장은 아시아에서 가장 큰 수용 규모의 개폐식 지붕 경기장이며, 스페인 마드리드의 에스타디오 산티아고 베르나베우에 이어 세계에서 두 번째로 수용 규모가 큰 개폐식 지붕 경기장이다.